# 義大利西北部
義大利西北部（義大利語：Italia nord-occidentale）是義大利五個官方地理分區之一，也是一個歐洲議會選區。這一地區包括瓦萊達奧斯塔大區、利古里亞大區、倫巴底大區、皮埃蒙特大區。2018年，這一地區的GDP有580.3百萬歐元，佔義大利經濟總量的32.9%。按購買力平價計算的人均GDP有35,900歐元，是同年歐盟27國平均水準的119%。